# سیروس تسلیمی
سیروس تسلیمی (زاده ۱۳۲۸ در رشت) فیلم‌نامه‌نویس، تهیه‌کننده و بازیگر اهل ایران است. وی فرزند خسرو تسلیمی مدیر تولید و تهیه‌کننده و برادر سوسن تسلیمی است. سیروس تسلیمی از سال ۱۳۷۲ مدیر دفتر «امید فیلم» بوده‌است. مهم‌ترین فیلم او در عرصه فیلم‌نامه‌نویسی و تهیه‌کنندگی پرنده کوچک خوشبختی (پوران درخشنده) است که جایزه بهترین فیلم جشنواره پیونگ یانگ را گرفت. مهم‌ترین فیلم‌های او در عرصه تهیه‌کنندگی میکس (داریوش مهرجویی) و زندان زنان (منیژه حکمت) است که جایزه بهترین فیلم جشن خانه سینما را گرفت و مهم‌ترین فیلم‌های او در عرصه بازیگری چهره (سیروس الوند) و وقتی همه خوابیم (بهرام بیضایی) است.

## فیلم‌شناسی

### نویسنده
- وزن خشک
- عروسک (۱۳۸۸)
- پاتو زمین نذار (ایرج قادری)(۱۳۸۷)
- پرنده آهنین (۱۳۷۰)
- پرنده کوچک خوشبختی (پوران درخشنده)(۱۳۶۶)
- خبرچین (۱۳۶۶)
- کمینگاه (۱۳۶۶)

### بازیگر
- وقتی همه خوابیم (بهرام بیضایی)(۱۳۸۷)
- چهره (سیروس الوند)(۱۳۷۴)
- خبرچین (۱۳۶۶)
- افق روشن (۱۳۴۴)

### تهیه‌کننده
- زندان زنان (منیژه حکمت)(۱۳۷۹)
- زیر پوست شهر (رخشان بنی اعتماد)(۱۳۷۹)سرمایه‌گذار
- عشق شیشه‌ای (۱۳۷۸)
- میکس (داریوش مهرجویی)(۱۳۷۸)
- زندگی (اصغر هاشمی)(۱۳۷۶)سرمایه‌گذار
- پرتگاه (۱۳۷۲)
- پرنده آهنین (۱۳۷۰)
- پرنده کوچک خوشبختی (پوران درخشنده)(۱۳۶۶)